# Cryphia glandifera
Cryphia glandifera är en fjärilsart som beskrevs av Ignaz Schiffermüller 1776. Cryphia glandifera ingår i släktet Cryphia och familjen nattflyn. Inga underarter finns listade i Catalogue of Life.